# Агрегат
Агрегат у техници обично означава скуп двије или више машина или уређаја спојених тако да образују сложени машински уређај. У таквом уређају једна машина је покретач или погонска машина, а друга претвара ту енергију у други облик.
Погонске машине могу бити: електромотор, водена турбина, гасна турбина, парна машина и мотор са унутрашњим сагоријевањем. Као претварачи срећу се: електрични генератор, компресор, и пумпа.
Зависно од врсте спојених машина агрегати могу бити: мотор-генератор, турбо-генератор, турбо-компресор и други.